# Ion Alexe
Ion Alexe est un boxeur roumain né le 25 juillet 1946 à Cornu.

## Carrière
Il remporte aux Jeux olympiques d'été de 1972 à Munich la médaille d'argent dans la catégorie poids lourds.

## Palmarès

### Jeux olympiques
- Médaille d'argent en +81 kg aux Jeux de 1972 à Munich,  Allemagne